# Индивидуальная гонка с раздельным стартом

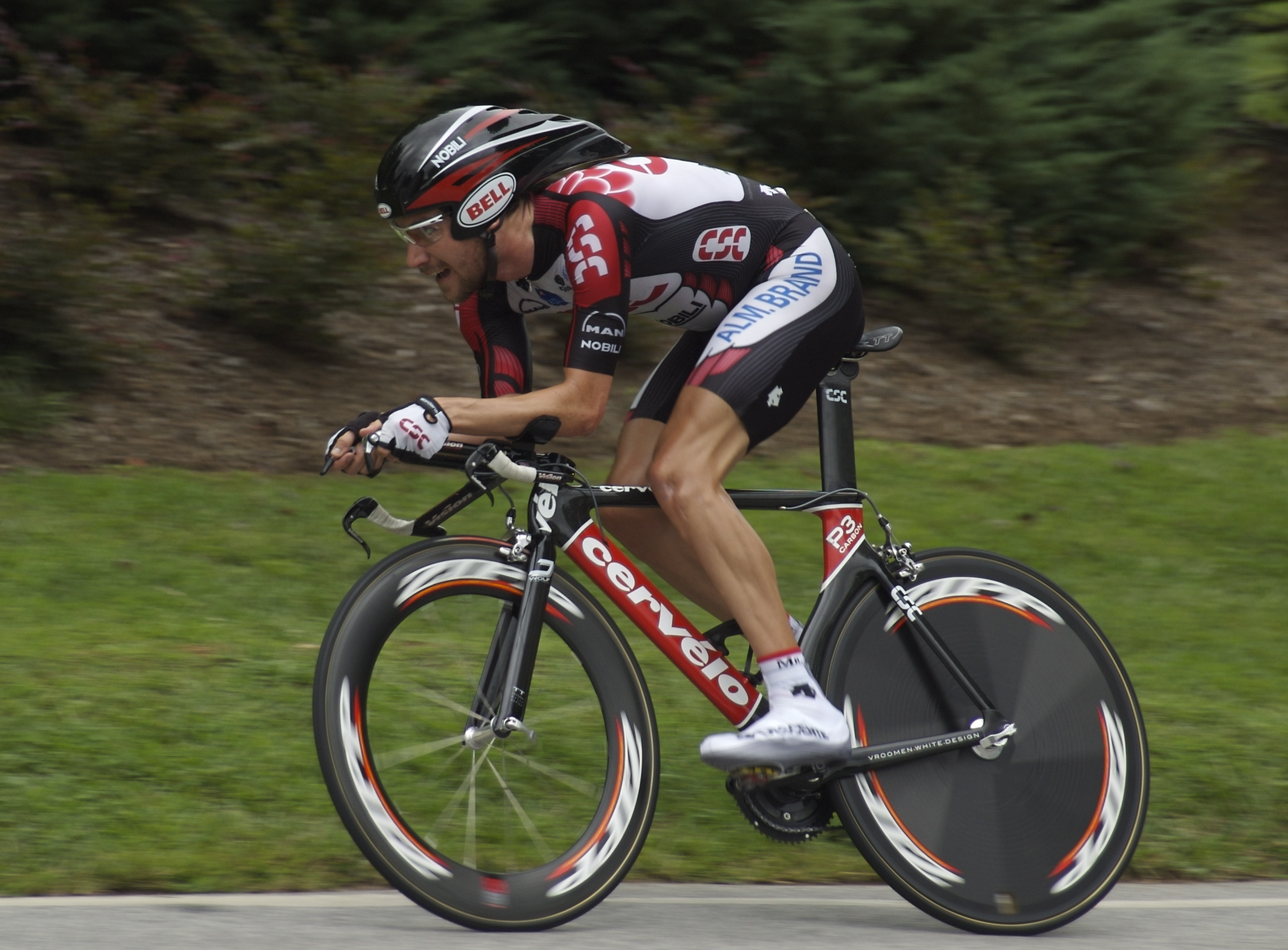
Дэвид Забриски на велосипеде для разделки с аэродинамическими колёсами и триатлонным рулём

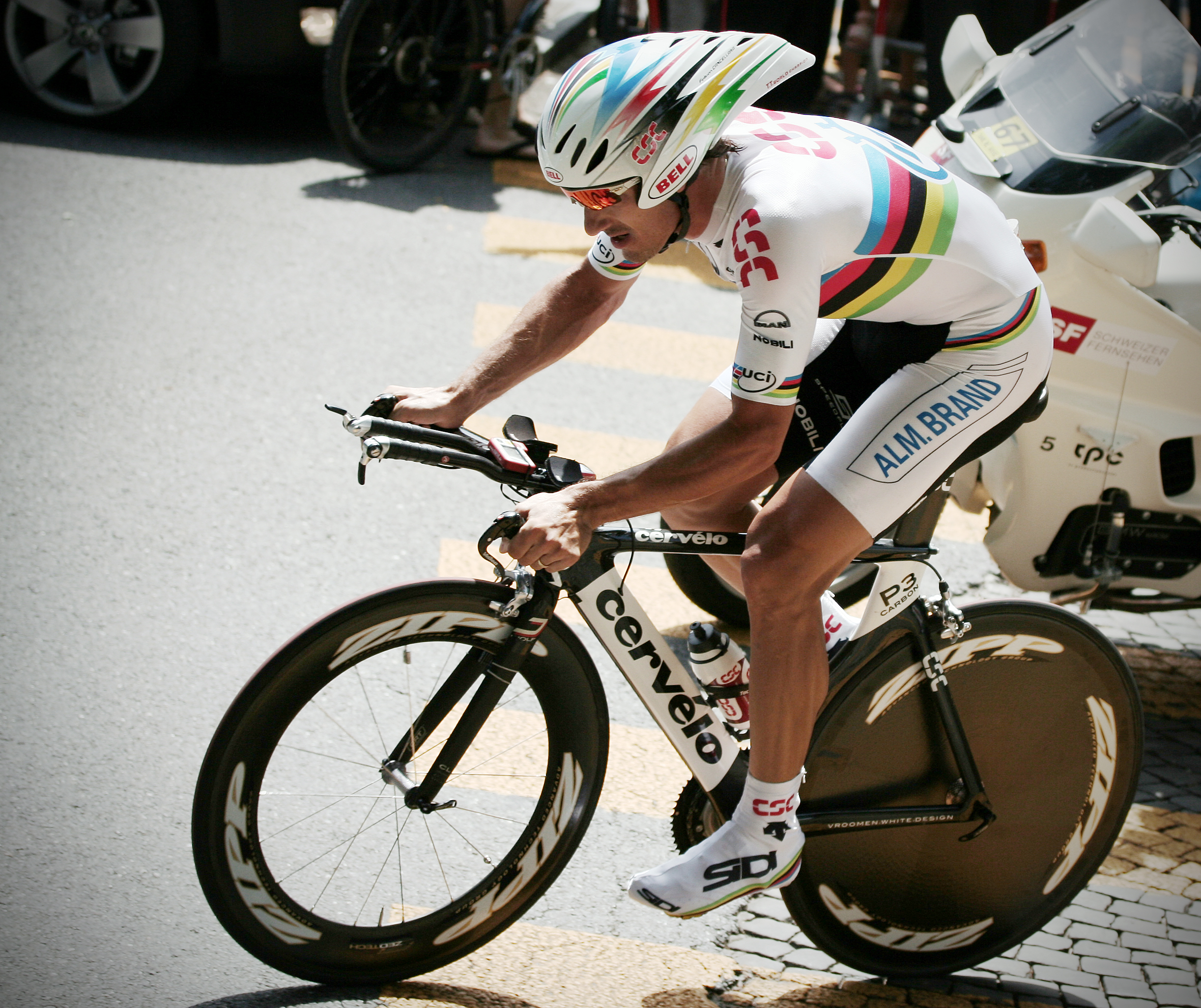
Фабиан Канчеллара в майке чемпиона мира в разделке на Тур де Франс. При входе в поворот он вынужден положить руки на тормозные ручки, и хорошо видна рогатка с компьютером и лежаками

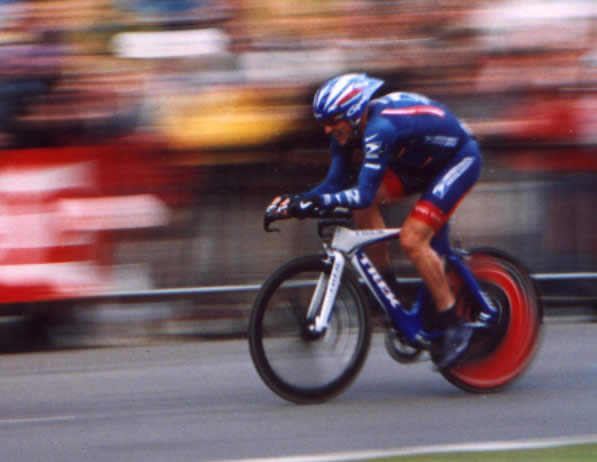
Лэнс Армстронг в прологе Тур де Франс. 7 раз подряд победив в общем зачёте гонки, он выиграл за это время 11 разделок

Индивидуа́льная го́нка с разде́льным ста́ртом (англ. Individual time trial, ITT, разде́лка) — дисциплина шоссейного велоспорта, где гонщики стартуют и едут поодиночке в стремлении преодолеть дистанцию за минимальное время. В отличие от групповой гонки, борьба с другими спортсменами заочная, а слипстрим невозможен.

## Экипировка и посадка
Велосипед для разделки серьёзно отличается от шоссейного. Передачи более высокие, так как дистанция короче маршрута групповой гонки (менее 60 километров). Рама более аэродинамической формы, верхняя труба короче. Переднее колесо спицевое или лопастное с глубоким ободом, заднее обычно дисковое. Руль с так называемой рогаткой, держась за которую, спортсмен располагает руки значительно ближе друг к другу; за рогами над горизонтальной трубкой руля лежаки для предплечий. Седло располагается на 5—20 сантиметров выше руля. Практически такие же велосипеды используются и для триатлона. Гонщик старается сесть как можно более аэродинамично, стараясь снизить сопротивление воздуха: спина параллельна поверхности дороги, локти разведены менее чем на ширину туловища. Шлем каплевидный, без отверстий в передней части; задняя вытянутая часть прижата к спине во избежание воздушных потоков под шлемом. На спортсмена надет облегающий комбинезон, лайкровые бахилы. Также экипированы спортсмены и в командной гонке.

## Практика
Победа в разделке достигается за счёт силы и выносливости спортсмена, нет возможности спрятаться от встречного воздушного потока за спиной товарища по команде или соперника. Тактика на эту гонку считается несложной: всю дистанцию равномерно педалировать высокую передачу на пределе анаэробного порога. В профессиональных гонках спортсмены стартуют обычно на расстоянии одной-двух минут друг от друга; чем протяжённее дистанция, тем больше разрыв. Лидеры многодневной гонки или главные претенденты на победу в этот день стартуют последними, с ещё бо́льшим интервалом друг от друга. Престижные однодневные гонки являются групповыми, разделки становятся этапами в многодневках, где составляют меньшинство. Обычно разделка проводится на равнинном маршруте, однако в Гранд Туре нередки сравнительно короткие (до 20 километров) горные разделки. Многодневки также часто начинаются прологами, разделками длиной в 3—15 километров.
Лучшими в разделках обычно бывают мощные спортсмены, самые тяжёлые в пелотоне. Лучшим раздельщиком современности считается Фабиан Канчеллара, четырёхкратный чемпион мира и олимпийский чемпион в этой дисциплине. Его преимущество над всеми остальными порой так велико, что итальянские журналисты утверждали о наличии спрятанного в раме его велосипеда мотора. В прологах часто хорошо выступают специалисты классических гонок и некоторые спринтеры. В горных разделках зачастую используются обычные шоссейные велосипеды, а побеждают горняки. Некоторые многодневки, как Энеко Тур, часто выигрывают «чистые» раздельщики. В заключительных разделках Гранд Тура нередко побеждают генеральщики, хорошо едущие на фоне усталости. Часть из них стараются удержаться с лидерами в горах, и делают ставку именно на разделки.